# Grow

Grow est une série de jeux vidéo de réflexion en Flash créée par le développeur indépendant japonais On, aussi connu sous le nom d'Eyezmaze,.
La série est citée dans le livre Les 1001 jeux vidéo auxquels il faut avoir joué dans sa vie.

## Liste des jeux

### Série principale
- 2006 : Grow ver.1 (remake en 2008)
- 2006 : Grow ver.2
- 2002 : Grow ver.3 (remake en 2009)
- 2005 : Grow RPG
- 2005 : Grow Cube
- 2007 : Grow Island
- 2009 : Grow Tower
- 2010 : Grow Valley
- 2011 : Grow Cannon
- 2012 : Grow Forest, annulé
- 2013 : Grow Maze
- 2014 : Grow Clay
- 2015 : Grow Park

### SérieMiniGrow
- 2005 : Grow Ornament
- 2006 : Grow Nano ver.0
- 2006 : Grow Nano ver.1
- 2007 : Grow Nano ver.2
- 2008 : Grow Nano ver.3
- 2011 : Grow Nano 4
- 2016: Grow Cinderella
- 2018: Grow Comeback
- 2018: Grow Thanks